# Orgilus swezeyi
Orgilus swezeyi är en stekelart som beskrevs av David Timmins Fullaway 1956. 
Orgilus swezeyi ingår i släktet Orgilus och familjen bracksteklar. Inga underarter finns listade i Catalogue of Life.